# Presence
Presence је седми студијски албум енглеске рок групе Led Zeppelin, који је издала њихова  издавачка кућа Swan Song Record 31. марта 1976. године. Иако је плоча била комерцијално успешна, достигла је врх британске и америчке листе албума и добила троструко платинасти сертификат у Сједињеним Државама од стране РИАА, привукла је мешовите критике критичара и најслабије је продавани албум бенда.
Албум је написан и снимљен последњих месеци 1975. године, током тешког периода у историји бенда. Певач Роберт Плант се опорављао од озбиљних повреда које је задобио раније те године у саобраћајној несрећи; то је довело до отказивања турнеја и до тога да је бенд резервисао студијско време за снимање Presence. Цео албум је завршен за неколико недеља. Гитариста и продуцент Џими Пејџ је радио у неколико дугих смена да би завршио снимање и миксовање. Наслов је произашао из снажног присуства које је група осећала док су радили заједно. Уметничко дело LP-а из Хипгносиса садржало је неколико фотографија фокусираних на мистериозни црни објекат, назван „he Object“.
На Presence доминирају композиције Пејџа и Планта, са само једном нумером за чије је ауторство наведена цела група; за разлику од других Зепелинових албума, не садржи деонице клавијатуре и мале акустичне гитаре. Пошто се Плант још увек опорављао, бенд није могао да иде на турнеју а само две нумере, укључујући десетоминутни увод „Achilles Last Stand“, изведене су уживо. Међутим, албум је поново оцењен у ретроспективним рецензијама због своје хард рок динамике и једноставности у поређењу са другим радовима групе.

## Историјска позадина
Након турнеје поводом претходно објављеног албума, Physical Graffiti, објављеном почетком 1975. године, бенд је тог лета направио кратку паузу од турнеје, намеравајући да започну велику турнеју по САД 23. августа. Критичари су наводили да су у то време били на врхунцу популарности. Међутим, певач Роберт Плант је задобио тешке повреде у саобраћајној несрећи на грчком острву Родос 4. августа, што је приморало бенд да откаже турнеју и изнова организује своје активности.
Због њиховог статуса пореских изгнаника, Плант је био приморан да се опоравља у иностранству, прво у Џерзију на Каналским острвима, затим у Малибуу у Калифорнији, и написао је неколико сетова стихова који су одражавали његову личну ситуацију и размишљање о будућности. Гитариста Џими Пејџ придружио му се у Малибуу у септембру и дуо је почео да размишља о плановима за снимање албума. Њих двоје су припремили довољно материјала за представљање остатку бенда. Друга два члана, бубњар Џон Бонам и басиста Џон Пол Џоунс, придружили су им се у холивудском студију СИР где су увежбавали материјал током октобра 1975.

## Списак песама
Детаљи су преузети са оригиналних албума Swan Song Records у Уједињеном Краљевству и САД; све песме су приписане Џимију Пејџу и Роберту Планту, осим тамо где је наведено.
А страна
| №  | Назив               | Трајање |  |
| 1. | Achilles Last Stand | 10:26   |  |
| 2. | For Your Life       | 6:21    |  |
| 3. | Royal Orleans       | 2:58    |  |

Б страна
| №               | Назив                   | Трајање |  |
| 1.              | Nobody's Fault but Mine | 6:27    |  |
| 2.              | Candy Store Rock        | 4:10    |  |
| 3.              | Hots On for Nowhere     | 4:42    |  |
| 4.              | Tea for One             | 9:27    |  |
| Укупно трајање: | Укупно трајање:         | 44:19   |  |